# Indium
Indium is een scheikundig element met symbool In en atoomnummer 49. Het is een zilvergrijs hoofdgroepmetaal.

## Ontdekking
Indium is in 1863 ontdekt door Ferdinand Reich en Theodore Richter terwijl zij met een spectrograaf in zinkertsen op zoek waren naar thallium. Vier jaar later was Richter in staat om het metaal te isoleren.
De naam indium is afkomstig van de indigolijn in het atoomspectrum van indium.

## Toepassingen
De eerste grootschalige toepassing van indium was als deklaag voor lagers in zware vliegtuigmotoren tijdens de Tweede Wereldoorlog. Daarna steeg de productie gestaag omdat het in smeltbare legeringen, soldeertin en de elektronica goed toepasbaar was. Vanaf de jaren 80 werd indium een belangrijk materiaal bij de productie van lcd-schermen. Andere toepassingen zijn:
- Legeringen met een laag smeltpunt. Legeringen van 24% indium en 76% gallium zijn vloeibaar bij kamertemperatuur.[1]
- Grondstof voor fotogeleiders, leds, transistors, gelijkrichters en temperatuursafhankelijke weerstanden.
- Opgedampt op glas levert het spiegels die kwalitatief net zo goed zijn als die gemaakt met zilver, maar beter bestand tegen atmosferische corrosie.[1]
- Als indiumoxide wordt indium gebruikt voor elektroluminescente panelen.
- Het radioactieve isotoop indium-111, met een halfwaardetijd van 2,8 dagen, wordt binnen de nucleaire geneeskunde toegepast als label voor scintigrafisch onderzoek naar het functioneren van diverse organen.

## Opmerkelijke eigenschappen
Indium is een zeer zacht zilverachtig-wit metaal met een heldere glans. Wanneer het metaal wordt gebogen maakt het een karakteristiek hoog geluid; dit is te wijten aan de wrijving van de tetragonale indiumkorrels.

## Verschijning
Indium is hoofdzakelijk een bijproduct van de zink-, ijzer-, lood- en koperwinning. De vraag naar indium wordt voornamelijk bepaald door de wereldwijde productie van lcd-schermen. Over de hoeveelheid indium in de aardkorst spreken verschillende bronnen elkaar tegen. China is het grootste indiumproducerende land ter wereld.

## Isotopen
| Stabielste isotopen | Stabielste isotopen | Stabielste isotopen      | Stabielste isotopen      | Stabielste isotopen      | Stabielste isotopen      |
| Iso                 | RA (%)              | Halveringstijd           | VV                       | VE (MeV)                 | VP                       |
| ------------------- | ------------------- | ------------------------ | ------------------------ | ------------------------ | ------------------------ |
| 113In               | 4,29                | stabiel met 64 neutronen | stabiel met 64 neutronen | stabiel met 64 neutronen | stabiel met 64 neutronen |
| 114In               | syn                 | 49,51 d                  | EV                       | 1,642                    | 114Cd                    |
| 115In               | 95,71               | 4,41·1014 j              | β−                       | 1,627                    | 115Sn                    |

Van nature komen er op aarde twee isotopen voor: het stabiele 113In en het radioactieve 115In. Het eigenaardige daarbij is dat het radioactieve 115In daarvan het meest voorkomt (ruim 95%); het heeft een extreem lange halveringstijd van 4,41 × 1014 jaar. Er zijn ongeveer 38 isotopen van indium bekend waaronder 103In.

## Toxicologie en veiligheid
Indiumverbindingen worden beschouwd als zeer giftig. Verschillende onderzoeken wijzen op orgaanschade en geboortedefecten veroorzaakt door indium.